# Monuments enregistrés du Japon
Cette liste présente les monuments enregistrés du Japon (登録記念物, tōroku kinen butsu), à savoir les « sites historiques », les « lieux de beauté pittoresque » et les « monuments naturels » enregistrés (par opposition à désignés, pour lesquels voir Monuments du Japon) conformément à la loi de 1950 pour la protection des biens culturels. À la date du 21 novembre 2014, il y avait quatre-vingt treize (93)  monuments enregistrés, le jardin mémorial Makino et l'ancienne résidence d'Okakura Kakuzō étant enregistrés à la fois comme sites historiques et lieux de beauté pittoresque,,,.

## Listes des monuments
| Monument | Municipalité      | Préfecture       | Commentaires                                                      | Description                                 | Image | Coordonnées                   | Ref. |
| --- | ----------------- | ---------------- | ----------------------------------------------------------------- | ------------------------------------------- | ----- | ----------------------------- | ---- |
| Jardin mémorial Makino (牧野記念庭園 (牧野富太郎宅跡)) Makino kinen teien (Makino Tomitarō taku ato)                                                                                               | Nerima            | Tokyo            | En mémoire de Tomitarō Makino, « père de la botanique japonaise » | Site historique, lieu de beauté pittoresque |       | 35° 44′ 47″ N, 139° 35′ 07″ E |      |
| Ancienne résidence et jardins d'Okakura Tenshin avec Ōizura-Koizura (岡倉天心旧宅・庭園及び大五浦・小五浦) Okakura Tenshin kyūtaku・teien oyobi Ōizura・Koizura                                    | Kitaibaraki       | Ibaraki          | Inclus le site du Rokkakudō                                       | Site historique, lieu de beauté pittoresque |       | 36° 50′ 00″ N, 140° 48′ 12″ E |      |
| Chemin de fer de contrôle de l'érosion de Tateyama (立山砂防工事専用軌道) Tateyama sabō kōji sen'yō kidō                                                                                           | Tateyama          | Toyama           | Pour le service sur la Jōganji-gawa                               | Site historique                             |       | 36° 33′ 55″ N, 137° 29′ 20″ E |      |
| Canal Tachibai (立梅用水) Tachibai yōsui | Matsusaka, Taki   | Mie              |                                                                   | Site historique                             |       |                               |      |
| Installation de contrôle de l'érosion à Kumohara (雲原砂防関連施設群) Kumohara sabō kanren shisetsugun                                                                                             | Fukuchiyama       | Kyoto            |                                                                   | Site historique                             |       | 35° 26′ 38″ N, 135° 04′ 25″ E |      |
| Sites de la bombe atomique de Nagasaki et de l'ancienne tour de la cloche (cathédrale d'Urakami) (長崎原爆遺跡（浦上天主堂旧鐘楼）) Nagasaki genbaku iseki (Urakami Tenshudō kyū-shōrō)            | Nagasaki          | Nagasaki         |                                                                   | Site historique                             |       | 32° 46′ 34″ N, 129° 52′ 06″ E |      |
| Sites de la bombe atomique de Nagasaki (bâtiment de l'ancienne école nationale de Shiroyama) (長崎原爆遺跡（旧城山国民学校校舎）) Nagasaki genbaku iseki (kyū-Shiroyama kokumin gakkō kōsha)       | Nagasaki          | Nagasaki         |                                                                   | Site historique                             |       | 32° 46′ 25″ N, 129° 51′ 27″ E |      |
| Sites de la bombe atomique de Nagasaki (portes d'entrée de l'ancienne école de médecine de Nagasaki) (長崎原爆遺跡（旧長崎医科大学門柱）) Nagasaki genbaku iseki (kyū-Nagasaki Ika Daigaku monchū) | Nagasaki          | Nagasaki         |                                                                   | Site historique                             |       |                               |      |
| Sites de la bombe atomique de Nagasaki (torii du Sannō-jinja) (長崎原爆遺跡（山王神社二の鳥居）) Nagasaki genbaku iseki (Sannō Jinja ni-no-torii)                                                  | Nagasaki          | Nagasaki         |                                                                   | Site historique                             |       | 32° 46′ 03″ N, 129° 52′ 07″ E |      |
| Site de la raffinerie de sucre de Heshikiya (平敷屋製糖工場跡) Heshikiya seitō kōjō ato | Uruma             | Okinawa          |                                                                   | Site historique                             |       |                               |      |
| Parc Hakodate (函館公園) Hakodate kōen | Hakodate          | Hokkaidō         |                                                                   | Lieu de beauté pittoresque                  |       | 41° 45′ 22″ N, 140° 42′ 56″ E |      |
| Anciens jardins de la famille Kikuchi (jardins de l'école primaire Hirosaki Akenoboshi) (旧菊池氏庭園（弘前明の星幼稚園庭園）) kyū-Kikuchi-shi teien (Hirosaki Akenoboshi yōchien teien)           | Hirosaki          | Aomori           |                                                                   | Lieu de beauté pittoresque                  |       | 40° 36′ 53″ N, 140° 27′ 48″ E |      |
| Jardins de la famille Narumi (鳴海氏庭園) Narumi-shi teien | Kuroishi          | Aomori           |                                                                   | Lieu de beauté pittoresque                  |       | 40° 38′ 40″ N, 140° 35′ 48″ E |      |
| Yōki-en (揚亀園) Yōki-en | Hirosaki          | Aomori           |                                                                   | Lieu de beauté pittoresque                  |       | 40° 36′ 41″ N, 140° 28′ 10″ E |      |
| Jardins de la famille Moriai (盛合氏庭園) Moriai-shi teien | Miyako            | Iwate            |                                                                   | Lieu de beauté pittoresque                  |       | 39° 38′ 19″ N, 141° 57′ 38″ E |      |
| Anciens jardins et villa de la famille Nanbu (旧南部氏別邸庭園) kyū-Nanbu-shi bettei teien | Morioka           | Iwate            |                                                                   | Lieu de beauté pittoresque                  |       | 39° 42′ 39″ N, 141° 09′ 44″ E |      |
| Jardins Nanshōsō (南昌荘庭園) Nanshōsō teien | Morioka           | Iwate            |                                                                   | Lieu de beauté pittoresque                  |       | 39° 41′ 44″ N, 141° 08′ 55″ E |      |
| Jardins Butsugaiken (物外軒庭園) Butsugaiken teien | Ashikaga          | Tochigi          |                                                                   | Lieu de beauté pittoresque                  |       | 36° 20′ 21″ N, 139° 26′ 29″ E |      |
| Ganka-en (巖華園) Ganka-en | Ashikaga          | Tochigi          |                                                                   | Lieu de beauté pittoresque                  |       | 36° 21′ 41″ N, 139° 27′ 52″ E |      |
| Anciens jardins et villa de la famille Yamasaki (旧山崎氏別邸庭園) kyū-Yamasaki-shi bettei teien                                                                                                   | Kawagoe           | Saitama          |                                                                   | Lieu de beauté pittoresque                  |       | 35° 55′ 18″ N, 139° 29′ 04″ E |      |
| Anciens jardins de la famille Yoshida (旧吉田氏庭園) kyū-Yoshida-shi teien | Kashiwa           | Chiba            |                                                                   | Lieu de beauté pittoresque                  |       | 35° 52′ 05″ N, 139° 58′ 35″ E |      |
| Jardins de l'hôtel de ville de Noda (野田市市民会館 (旧茂木佐平治氏) 庭園) Noda-shi shimin kaikan (kyū-Mogisa Beiji-shi) teien                                                                     | Noda              | Chiba            |                                                                   | Lieu de beauté pittoresque                  |       | 35° 56′ 44″ N, 139° 51′ 57″ E |      |
| Terrain du musée national de l'art occidental (野田市市民会館園地) Kokuritsu Seiyō Bijutsukan enchi                                                                                                | Taitō             | Tokyo            |                                                                   | Lieu de beauté pittoresque                  |       | 35° 42′ 54″ N, 139° 46′ 32″ E |      |
| Parc Yokohama (横浜公園) Yokohama kōen | Yokohama          | Kanagawa         |                                                                   | Lieu de beauté pittoresque                  |       | 35° 26′ 37″ N, 139° 38′ 25″ E |      |
| Parc Onshi Hakone (恩賜箱根公園) Onshi Hakone kōen | Hakone            | Kanagawa         |                                                                   | Lieu de beauté pittoresque                  |       | 35° 11′ 47″ N, 139° 01′ 33″ E |      |
| Parc Gōra (強羅公園) Gōra kōen | Hakone            | Kanagawa         |                                                                   | Lieu de beauté pittoresque                  |       | 35° 14′ 55″ N, 139° 02′ 46″ E |      |
| Parc Yamashita (山下公園) Yamashita kōen | Yokohama          | Kanagawa         |                                                                   | Lieu de beauté pittoresque                  |       | 35° 26′ 44″ N, 139° 39′ 00″ E |      |
| Shinsenkyō (神仙郷) Shinsenkyō | Hakone            | Kanagawa         | Jardins du musée d'art de Hakone (箱根美術館)                     | Lieu de beauté pittoresque                  |       | 35° 14′ 53″ N, 139° 02′ 34″ E |      |
| Route nationale 133 du Japon (en) (日本大通り) Nihon ōdōri | Yokohama          | Kanagawa         |                                                                   | Lieu de beauté pittoresque                  |       | 35° 26′ 47″ N, 139° 38′ 33″ E |      |
| Anciens jardins de la famille Ishizaki (旧石崎氏庭園 (石泉荘庭園)) kyū-Ishizaki shi teien (Sekisensō teien)                                                                                        | Shibata           | Niigata          |                                                                   | Lieu de beauté pittoresque                  |       | 37° 56′ 28″ N, 139° 19′ 42″ E |      |
| Anciens jardins et villa de la famille Saitō (旧齋藤氏別邸庭園) kyū-Saitō-shi bettei teien | Niigata           | Niigata          |                                                                   | Lieu de beauté pittoresque                  |       | 37° 55′ 33″ N, 139° 02′ 25″ E |      |
| Parc Kakyō (花筐公園) Kakyō kōen | Echizen           | Fukui            |                                                                   | Lieu de beauté pittoresque                  |       | 35° 55′ 10″ N, 136° 14′ 15″ E |      |
| Jardins de la famille Tsubokawa (坪川氏庭園) Tsubokawa-shi teien | Sakai             | Fukui            |                                                                   | Lieu de beauté pittoresque                  |       | 36° 09′ 16″ N, 136° 20′ 07″ E |      |
| Ancien jardins de la famille Yamadera Jōzan (旧山寺常山氏庭園) Kyū-Yamadera Jōzan-shi teien | Nagano            | Nagano           |                                                                   | Lieu de beauté pittoresque                  |       | 36° 33′ 28″ N, 138° 11′ 49″ E |      |
| Terrains du Zōzan Jinja (象山神社園池) Zōzan Jinja enchi | Nagano            | Nagano           |                                                                   | Lieu de beauté pittoresque                  |       | 36° 33′ 35″ N, 138° 11′ 47″ E |      |
| Jardins de la famille Ōki (大木氏庭園) Ōki-shi teien | Nagano            | Nagano           |                                                                   | Lieu de beauté pittoresque                  |       | 36° 33′ 32″ N, 138° 11′ 47″ E |      |
| Jardins de la famille Nonaka (野中氏庭園) Nonaka-shi teien | Nagano            | Nagano           |                                                                   | Lieu de beauté pittoresque                  |       | 36° 33′ 39″ N, 138° 11′ 45″ E |      |
| Jardins de la famille Imai (今井氏庭園) Imai-shi teien | Nagano            | Nagano           |                                                                   | Lieu de beauté pittoresque                  |       |                               |      |
| Jardins de la famille Handa (半田氏庭園) Handa-shi teien | Nagano            | Nagano           |                                                                   | Lieu de beauté pittoresque                  |       |                               |      |
| Jardins de la famille Miyazawa (宮澤氏庭園) Miyazawa-shi teien | Nagano            | Nagano           |                                                                   | Lieu de beauté pittoresque                  |       |                               |      |
| Taishō-en (帯笑園) Taishō-en | Numazu            | Shizuoka         |                                                                   | Lieu de beauté pittoresque                  |       | 35° 05′ 44″ N, 138° 51′ 49″ E |      |
| Parc Tsuruma (鶴舞公園) Tsuruma kōen | Nagoya            | Aichi            |                                                                   | Lieu de beauté pittoresque                  |       | 35° 09′ 19″ N, 136° 55′ 14″ E |      |
| Huit vues d'Ōmi (oies d'automne à Katata) (近江八景 (堅田落雁)) Ōmi hakkei (Katata rakugan) | Ōtsu              | Shiga            |                                                                   | Lieu de beauté pittoresque                  |       | 35° 06′ 35″ N, 135° 55′ 18″ E |      |
| Huit vues d'Ōmi (cloche du soir au Mii-dera) (近江八景 (三井晩鐘)) Ōmi hakkei (Mii no banshō) | Ōtsu              | Shiga            |                                                                   | Lieu de beauté pittoresque                  |       | 35° 06′ 36″ N, 135° 55′ 18″ E |      |
| Anciens jardins de la famille Nishio (旧西尾氏庭園) kyū-Nishio-shi teien | Suita             | Osaka            |                                                                   | Lieu de beauté pittoresque                  |       | 34° 45′ 23″ N, 135° 31′ 25″ E |      |
| Anciens jardins de la famille Nakanishi (旧中西氏庭園) kyū-Nakanishi-shi teien | Suita             | Osaka            |                                                                   | Lieu de beauté pittoresque                  |       |                               |      |
| Jardins de la famille Nishiyama (西山氏庭園) Nishiyama-shi teien | Toyonaka          | Osaka            |                                                                   | Lieu de beauté pittoresque                  |       | 34° 46′ 38″ N, 135° 27′ 44″ E |      |
| Jardins de la famille Minami (南氏庭園) Minami-shi teien | Hannan            | Osaka            |                                                                   | Lieu de beauté pittoresque                  |       |                               |      |
| Jardins Mitoro (みとろ苑庭園) Mitoro-en teien | Kakogawa          | Hyōgo            |                                                                   | Lieu de beauté pittoresque                  |       | 34° 48′ 02″ N, 134° 53′ 56″ E |      |
| Jardins de la famille Kajiwara (梶原氏(西梶原)庭園) Kajiwara-shi (Nishi-Kajiwara) teien | Himeji            | Hyōgo            |                                                                   | Lieu de beauté pittoresque                  |       | 34° 46′ 44″ N, 134° 45′ 34″ E |      |
| Jardins de la famille Ogawa (小河氏庭園) Ogawa-shi teien | Miki              | Hyōgo            |                                                                   | Lieu de beauté pittoresque                  |       | 34° 47′ 44″ N, 134° 58′ 59″ E |      |
| Sōraku-en (相楽園) Sōraku-en | Kobe              | Hyōgo            |                                                                   | Lieu de beauté pittoresque                  |       | 34° 41′ 33″ N, 135° 10′ 54″ E |      |
| Higashi Yuenchi (東遊園地) Higashi yuenchi | Kobe              | Hyōgo            |                                                                   | Lieu de beauté pittoresque                  |       | 34° 41′ 19″ N, 135° 11′ 47″ E |      |
| Jardins Kōdai-in (光臺院庭園) Kōdai'in teien | Kōya              | Wakayama         |                                                                   | Lieu de beauté pittoresque                  |       | 34° 13′ 02″ N, 135° 35′ 07″ E |      |
| Jardins Yōchi-in (桜池院庭園) Yōchi'in teien | Kōya              | Wakayama         |                                                                   | Lieu de beauté pittoresque                  |       | 34° 12′ 42″ N, 135° 34′ 44″ E |      |
| Jardins Shōchi-in (正智院庭園) Shōchi'in teien | Kōya              | Wakayama         |                                                                   | Lieu de beauté pittoresque                  |       | 34° 12′ 53″ N, 135° 34′ 43″ E |      |
| Jardins Saizen-in (西禅院庭園) Saizen'in teien | Kōya              | Wakayama         |                                                                   | Lieu de beauté pittoresque                  |       | 34° 12′ 51″ N, 135° 34′ 47″ E |      |
| Jardins Hongaku-in (本覚院庭園) Hongaku-in teien | Kōya              | Wakayama         |                                                                   | Lieu de beauté pittoresque                  |       | 34° 12′ 57″ N, 135° 35′ 14″ E |      |
| Jardins de la famille Ogawa (小川氏庭園) Ogawa-shi teien | Kurayoshi         | Tottori          |                                                                   | Lieu de beauté pittoresque                  |       | 35° 25′ 46″ N, 133° 48′ 43″ E |      |
| Jardins de la famille Ishitani (石谷氏庭園) Ishitani-shi teien | Chizu             | Tottori          |                                                                   | Lieu de beauté pittoresque                  |       | 35° 16′ 12″ N, 134° 13′ 50″ E |      |
| Jardins de la famille Okazaki (岡﨑氏庭園) Okazaki-shi teien | Tsuwano           | Shimane          |                                                                   | Lieu de beauté pittoresque                  |       |                               |      |
| Jardins de la famille Kamei (亀井氏庭園) Kamei-shi teien | Tsuwano           | Shimane          |                                                                   | Lieu de beauté pittoresque                  |       | 34° 27′ 15″ N, 131° 46′ 00″ E |      |
| Jardins de la famille Zaima (財間氏庭園) Zaima-shi teien | Tsuwano           | Shimane          |                                                                   | Lieu de beauté pittoresque                  |       |                               |      |
| Jardins de la famille Tsubaki (椿氏庭園) Tsubaki-shi teien | Tsuwano           | Shimane          |                                                                   | Lieu de beauté pittoresque                  |       |                               |      |
| Jardins de la famille Tanaka (田中氏庭園) Tanaka-shi teien | Tsuwano           | Shimane          |                                                                   | Lieu de beauté pittoresque                  |       |                               |      |
| Anciens jardins de la famille Kajimura (旧梶村氏庭園) Kyū-Kajimura-shi teien | Tsuyama           | Okayama          |                                                                   | Lieu de beauté pittoresque                  |       | 35° 03′ 58″ N, 134° 00′ 25″ E |      |
| Jardins de la famille Funaki (舩木氏庭園) Funaki-shi teien | Mihara            | Hiroshima        |                                                                   | Lieu de beauté pittoresque                  |       | 34° 24′ 10″ N, 133° 04′ 33″ E |      |
| Hyotan-jima (瓢箪島) Hyotan-Jima | Onomichi, Imabari | Hiroshima, Ehime |                                                                   | Lieu de beauté pittoresque                  |       |                               |      |
| Parc Tokiwa (常盤公園) Tokiwa kōen | Ube               | Yamaguchi        |                                                                   | Lieu de beauté pittoresque                  |       | 33° 57′ 11″ N, 131° 17′ 05″ E |      |
| Jardins de la famille Masui (増井氏庭園（雲門庵露地）) Masui-shi teien (Unmonnan roji) | Takamatsu         | Kagawa           |                                                                   | Lieu de beauté pittoresque                  |       |                               |      |
| Shijūshima (四十島) Shijūshima | Matsuyama         | Ehime            |                                                                   | Lieu de beauté pittoresque                  |       | 33° 52′ 43″ N, 132° 41′ 49″ E |      |
| parc Ōhori (大濠公園) Ōhori kōen | Fukuoka           | Fukuoka          |                                                                   | Lieu de beauté pittoresque                  |       | 33° 35′ 10″ N, 130° 22′ 35″ E |      |
| Anciens jardins et villa de la famille Nabeshima (旧武雄邑主鍋島氏別邸庭園（御船山楽園）) kyū-Takeo yūshu Nabeshima-shi bettei teien (Mifuneyamaraku-en)                                           | Takeo             | Saga             |                                                                   | Lieu de beauté pittoresque                  |       | 33° 10′ 53″ N, 130° 01′ 01″ E |      |
| Anciens jardins de la famille Itō (旧伊東氏庭園（四明荘庭園）) Kyū-Itō-shi teien (Shimeisō teien)                                                                                                  | Shimabara         | Nagasaki         |                                                                   | Lieu de beauté pittoresque                  |       | 32° 47′ 04″ N, 130° 22′ 14″ E |      |
| Seika-en (棲霞園) Seika-en | Hirado            | Nagasaki         |                                                                   | Lieu de beauté pittoresque                  |       | 33° 22′ 09″ N, 129° 33′ 20″ E |      |
| Parc de la paix (平和公園) Heiwa kōen | Nagasaki          | Nagasaki         |                                                                   | Lieu de beauté pittoresque                  |       | 32° 46′ 33″ N, 129° 51′ 48″ E |      |
| Jardins de la famille Kobayakawa (小早川氏庭園) Kobayakawa-shi teien | Shimabara         | Nagasaki         |                                                                   | Lieu de beauté pittoresque                  |       |                               |      |
| Chutes de Shiramizu (白水の滝) Shiramizu-no-taki | Takamori, Taketa  | Kumamoto, Ōita   |                                                                   | Lieu de beauté pittoresque                  |       | 32° 52′ 54″ N, 131° 16′ 23″ E |      |
| Chutes de Chinda (沈堕の滝) Chinda-no-taki | Bungo-ōno         | Ōita             |                                                                   | Lieu de beauté pittoresque                  |       | 32° 59′ 03″ N, 131° 31′ 22″ E |      |
| Chutes de Kōmori (蝙蝠の滝) Kōmori-no-taki | Bungo-ōno         | Ōita             |                                                                   | Lieu de beauté pittoresque                  |       | 32° 58′ 39″ N, 131° 25′ 31″ E |      |
| Jardins Tekizansō (旧成清博愛別邸庭園 (的山荘庭園)) kyū-Narikiyo Hiroe bettei teien (Tekizansō teien)                                                                                              | Hiji              | Ōita             |                                                                   | Lieu de beauté pittoresque                  |       | 33° 22′ 00″ N, 131° 32′ 02″ E |      |
| Jardins de la famille Kiyomizu (清水氏庭園) Kiyomizu-shi teien | Shibushi          | Kagoshima        |                                                                   | Lieu de beauté pittoresque                  |       | 31° 29′ 02″ N, 131° 06′ 36″ E |      |
| Anciens jardins Hōonji (旧報恩寺庭園) kyū-Hōonji teien | Nichinan          | Miyazaki         |                                                                   | Lieu de beauté pittoresque                  |       | 35° 42′ 47″ N, 139° 47′ 05″ E |      |
| Anciens jardins Itō Denzaemon (旧伊東伝左衛門庭園) kyū-Itō Denzaemon teien | Nichinan          | Miyazaki         |                                                                   | Lieu de beauté pittoresque                  |       |                               |      |
| Jardins de la famille Torihama (鳥濱氏庭園) Torihama-shi teien | Shibushi          | Kagoshima        |                                                                   | Lieu de beauté pittoresque                  |       | 31° 29′ 04″ N, 131° 06′ 24″ E |      |
| Côtes Kiyan et Arasaki (喜屋武海岸及び荒崎海岸) Kiyan kaigan oyobi Arasaki kaigan | Itoman            | Okinawa          |                                                                   | Lieu de beauté pittoresque                  |       | 26° 04′ 33″ N, 127° 40′ 36″ E |      |
| Jardins de la famille Nakamoto (仲本氏庭園) Nakamoto-shi teien | Ishigaki          | Okinawa          |                                                                   | Lieu de beauté pittoresque                  |       | 24° 20′ 07″ N, 124° 08′ 52″ E |      |
| Saumon du lac Tazawa (kunimasu) (specimens) (田沢湖のクニマス (標本)) Tazawa-ko no kunimasu (hyōhon)                                                                                               | Akita, Semboku    | Akita            | Espèce que l'on croyait éteinte                                   | Monument naturel                            |       | 39° 43′ 11″ N, 140° 06′ 09″ E |      |
| Zenjimaru Persimmon (禅寺丸柿) zenjimaru-gaki | Kawasaki          | Kanagawa         |                                                                   | Monument naturel                            |       | 35° 35′ 06″ N, 139° 31′ 19″ E |      |
| Ichikawa Mineral Laboratory Specimen Collection (市川鉱物研究室収蔵標本) Ichikawa kōbutsu kenkyūshitsu shūzō hyōhon                                                                                | Echizen           | Fukui            |                                                                   | Monument naturel                            |       | 35° 54′ 13″ N, 136° 10′ 09″ E |      |
| Fossiles d'un Toyotamaphimeia (en) (マチカネワニ化石) Machikanewani kaseki | Toyonaka          | Osaka            |                                                                   | Monument naturel                            |       |                               |      |
| Berge de la Kikuchi-gawa Hazenoki Avenue (菊池川堤防のハゼ並木) Kikuchigawa teibō no hazenamiki | Tamana            | Kumamoto         |                                                                   | Monument naturel                            |       | 32° 55′ 14″ N, 130° 32′ 33″ E |      |
| Kaku Hika's Specimen Collection (賀来飛霞標本) Kaku Hika hyōhon | Miyazaki          | Miyazaki         |                                                                   | Monument naturel                            |       | 31° 56′ 24″ N, 131° 25′ 26″ E |      |